# Tirosol
Tyrosol  es un feniletanoides, un derivado de alcohol fenetílico. Es un fenólico natural antioxidante presente en una variedad de fuentes naturales. La principal fuente en la dieta humana es el aceite de oliva. También es uno de los principales fenoles naturales en el aceite de argán.
Como un antioxidante, tirosol puede proteger las células contra el daño debido a la oxidación. Aunque no es tan potente como otros antioxidantes presentes en el aceite de oliva, su concentración más elevada y buena biodisponibilidad indica  que puede tener un importante efecto general. Este efecto puede contribuir de manera significativa a los beneficios para la salud del aceite de oliva y, en general, a la dieta mediterránea.
Tirosol que está presente en el vino blanco también se demuestra que es cardioprotector. Samson et al. ha demostrado que los animales tratados con tirosol mostraron un aumento significativo en la fosforilación de Akt, eNOS y FOXO3a. Además, tirosol también indujo la expresión de la proteína de la longevidad SIRT1 en el corazón después de un infarto de miocardio en un modelo en rata MI. De ahí que el poder activador de tirosol añade otra dimensión a la investigación del vino blanco, ya que añade un gran vínculo con la paradoja francesa. En conclusión estos hallazgos sugieren que el tirosol induce una protección contra el estrés miocárdico por isquemia, mediante la inducción de proteínas de supervivencia y la longevidad que se pueden considerar como terapia antienvejecimiento para el corazón.
En el aceite de oliva, tirosol formas ésteres con ácidos grasos.